# República Dominicana
A República Dominicana (pronunciado em português europeu: [ʁɛˈpublikɐ duminiˈkɐnɐ]; pronunciado em português brasileiro: [ʁɛˈpublikɐ dominiˈkɐnɐ]; pronunciado em castelhano: [reˈpuβlika ðominiˈkana]) é uma nação na ilha de Hispaniola, parte do arquipélago das Grandes Antilhas na região do Caribe. A parte ocidental da ilha é ocupada pelo Haiti, fazendo da ilha uma das duas no Caribe, juntamente com São Martinho, que é compartilhada por dois países. Tanto por área quanto por população, a República Dominicana é o segundo maior país do Caribe (depois de Cuba), com 48 445 km2 e uma população estimada em 10 milhões de habitantes, um milhão dos quais vivem na capital, São Domingos (Santo Domingo, em espanhol).
Os povos taínos habitam o que é hoje a República Dominicana desde o século VI. Cristóvão Colombo desembarcou na ilha em 1492 e formou no local o primeiro assentamento europeu permanente na América, a cidade São Domingos, a capital do país e a primeira capital do Império Espanhol no Novo Mundo. Depois de três séculos de domínio espanhol, com interferências de franceses e haitianos, o país tornou-se independente em 1821. O governante José Núñez de Cáceres pretendia que o país fosse parte da nação da Grã-Colômbia, mas ele foi rapidamente removido do governo pelo Haiti e por revoltas de escravos "dominicanos". Após a vitória na Guerra de Independência Dominicana em 1844, os dominicanos experimentaram um conflito interno ao longo de 72 anos e também um breve retorno ao domínio espanhol. A ocupação pelos Estados Unidos entre 1916–1924, em seguida, um período de 6 anos sob o governo Horacio Vásquez Lajara, e depois a ditadura de Rafael Leónidas Trujillo Molina, que durou até 1961. A guerra civil de 1965, a última, foi encerrada por uma intervenção liderada pelos Estados Unidos e seguida pelo governo autoritário de Joaquín Balaguer (1966–1978). Desde então, a República Dominicana se moveu em direção à democracia representativa e tem sido liderada por Leonel Fernández pela maior parte do tempo desde 1996. Danilo Medina, o atual presidente da República Dominicana, sucedeu Fernández em 1998, ganhando 51% do votos do eleitorado sobre seu oponente, o ex-presidente Hipólito Mejía.
O país tem a nona maior economia da América Latina e a segunda maior economia na região do Caribe e América Central. Apesar de ser muito conhecido pela agricultura e mineração, a economia local está agora dominada pelos serviços. O progresso econômico do país é exemplificado pelo seu avançado sistema de telecomunicações e uma das melhores infraestruturas de transporte no continente. No entanto, o desemprego, a corrupção do governo, a instabilidade da rede elétrica e a desigualdade social permanecem como alguns dos grandes problemas dominicanos. As ondas de migração internacionais afetam muito a República Dominicana, uma vez que recebe e envia grandes fluxos de migrantes. A imigração de haitianos e a integração dos dominicanos de ascendência haitiana são grandes problemas no país, além disso existe uma grande diáspora dominicana, principalmente nos Estados Unidos. Eles contribuem para o desenvolvimento nacional ao enviarem bilhões de dólares para suas famílias.
A República Dominicana é o destino mais visitado de todo o Caribe. Os campos de golfe durante todo o ano estão entre as principais atrações da ilha. Como um dos países mais geograficamente diversificados da região, a nação dominicana possui o mais alto pico caribenho, o Pico Duarte, bem como o maior lago e a menor elevação da região, o Lago Enriquillo. A ilha tem uma temperatura média de 26 °C e grande diversidade biológica. O país também abriga o primeiro polo de desenvolvimento urbano do continente, a Zona Colonial de São Domingos, uma área declarada como Patrimônio Mundial pela UNESCO. A música e o esporte são de grande importância na cultura local, sendo o merengue e a bachata a dança e a música nacionais, respectivamente, e o basebol o esporte favorito.

## História

### Primeiros povos e colonização europeia

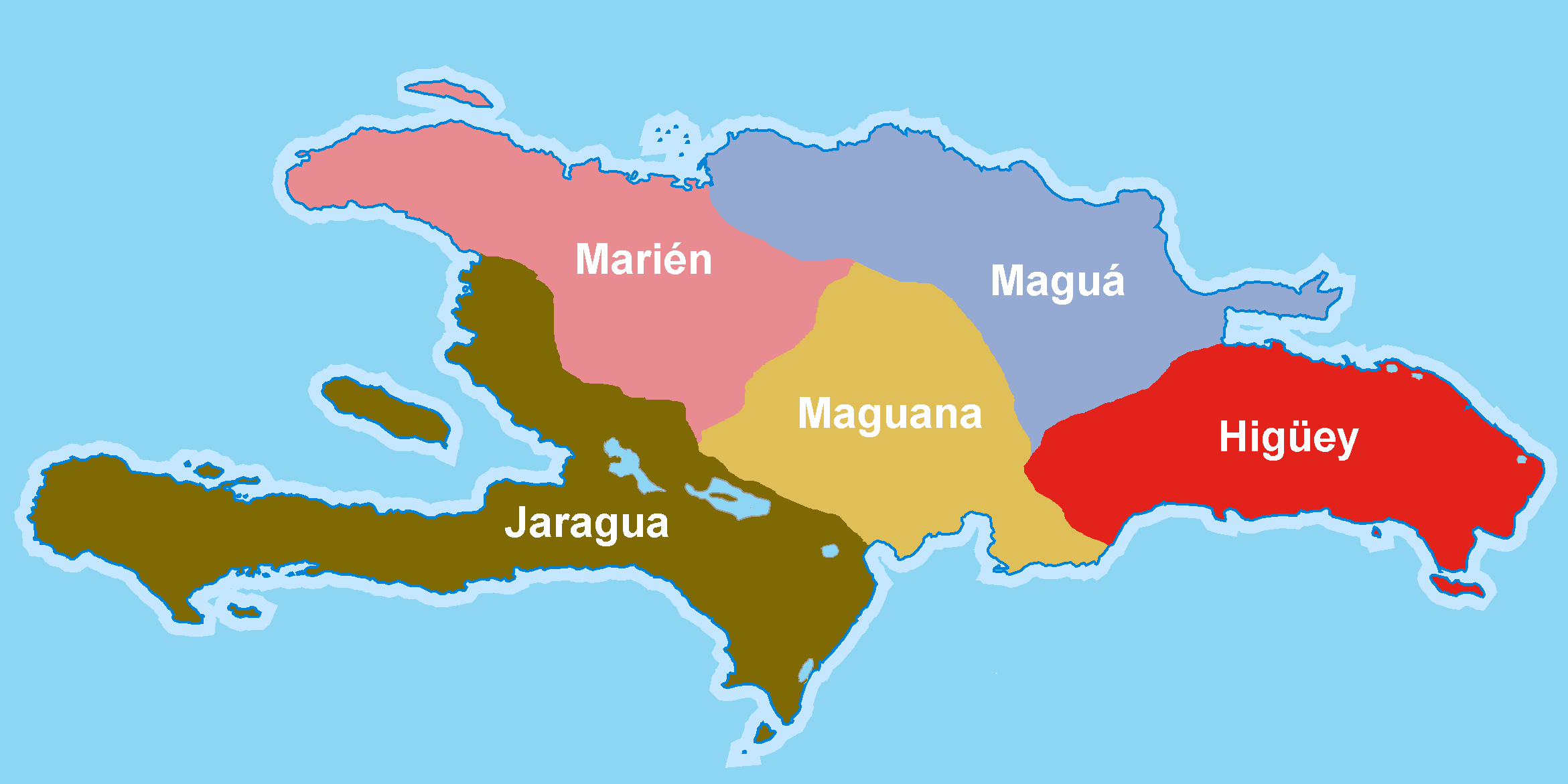
Os cinco cacicados que ocupavam a ilha de São Domingos:
Marién
Maguá
Maguana
Jaragua
Higüey

Antes da chegada da expedição espanhola comandada por Cristóvão Colombo em 5 de dezembro de 1492, a ilha de São Domingos encontrava-se povoada por indígenas, organizada e dividida sob o comando de cinco caciques. Cada território governado por um cacique era chamado de Quisqueya (cacicado) pelos índios arauaques (ou taínos) e caraíbas. Um dos traços desta divisão era a tributação, em termos de alimentos, cultivados ou criados.
Os indígenas, ao verem os europeus, acreditam que são figuras com poderes sobrenaturais, tratando-os com honra e veneração. Esta era uma sociedade totalmente diferente das sociedades europeias. Guacanagarix, o cacique de Marién, hospedou Colombo e os seus homens, tratando-os de forma cortês e concedendo-lhes os seus desejos.
Uma vez que se fundou a colônia, uma série de primazias tomaram lugar em Hispaniola (ou Espanhola) como lhe chamaram os espanhóis. Sucederam-se a fundação da primeira igreja, a primeira universidade, o primeiro hospital, o primeiro engenho açucareiro e, como era de se esperar, os primeiros abusos e os primeiros descumprimentos de tratados com os nativos.
Durante o século XVI, Hispaniola deteve uma boa posição econômica e social, porém desde o fim deste século e a partir da conquista de "Terra Firme" (as grandes massas territoriais da América do Norte e América do Sul), a ilha foi caindo no esquecimento e relegada a um segundo plano, entrando cada vez mais na pobreza. Também influiu em sua situação o ataque de corsários ingleses que destruíram grande parte das cidades e populações estabelecidas nesse momento.

### Independência

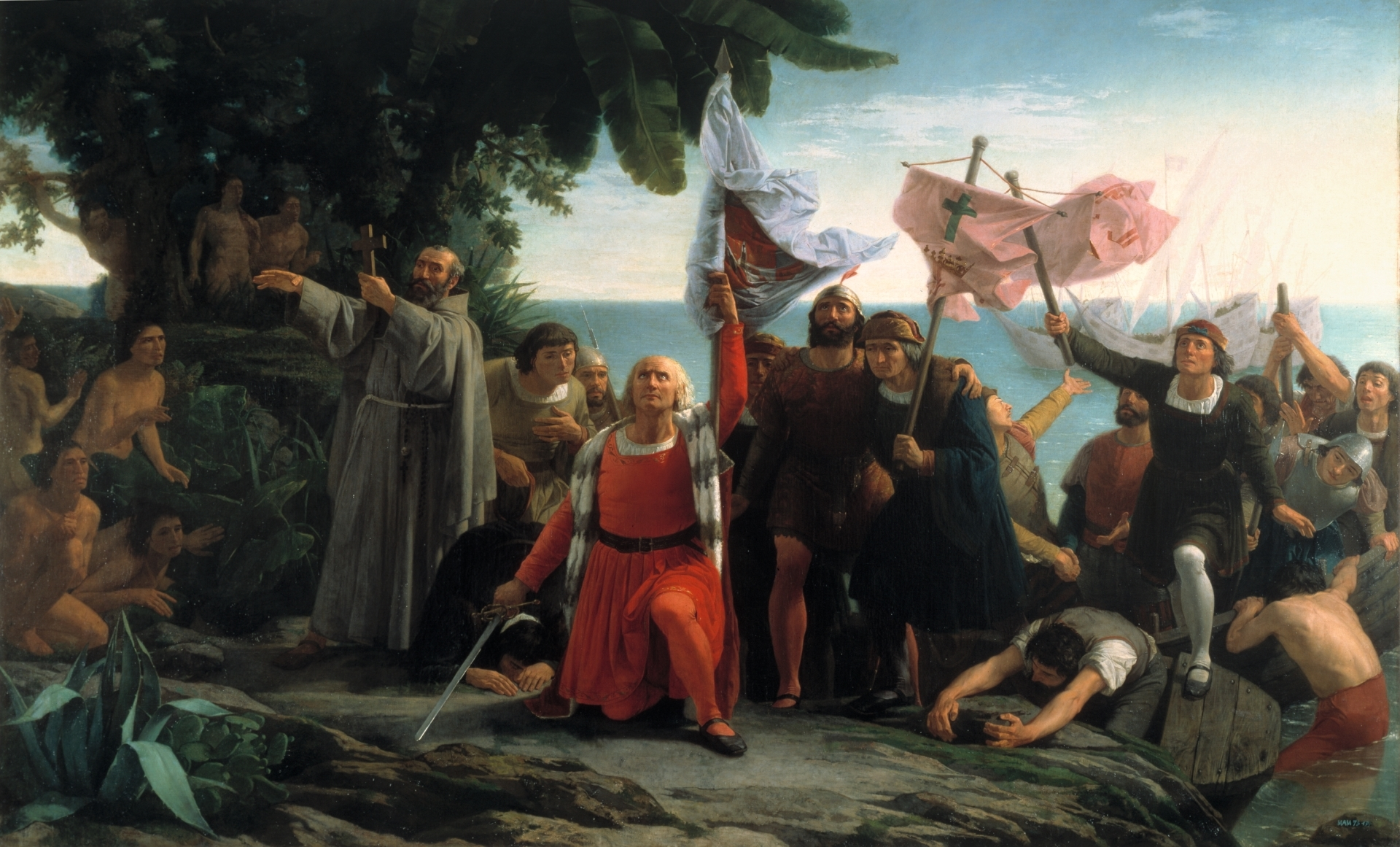
Chegada de Cristóvão Colombo ao cacicado de Marién

Após a declaração de independência do Haiti, em 1804, vários governantes haitianos tentaram unificar a ilha, o que fizeram no ano de 1822, apenas semanas depois de a República Dominicana adquirir a independência da Espanha. A este breve período de autonomia chamou-se "Independência Efêmera".
No ano de 1844, se inicia a gestão independentista, preconizada por Juan Pablo Duarte, um jovem de alta posição social que havia estudado na França e com ideais nacionalistas; e dirigida por Francisco del Rosário Sánchez e Pedro Santana. A independência aconteceu em 27 de fevereiro daquele ano.
A partir desta altura, e com a falta de uma liderança sólida por parte dos seus dirigentes, inicia-se uma era em que era dominada por latifundiários que tinham poder econômico, tornando-se em governo por breves períodos. Nesta altura, grupos internos que não se sentiam contentes com a autonomia procuraram retornar ao domínio da Espanha, feito que alcançaram em 1861.

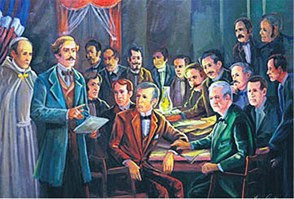
A sociedade secreta La Trinitaria, na casa de Juan Pablo Duarte, a organizadora da independência do país

Em 1865, recupera a independência, passando novamente por uma etapa com falta de liderança e mudanças contínuas de governante. Esta situação durou até que Ulises Heureaux, conhecido como Lilís, instalou uma ditadura que durou 12 anos (1887–1899) terminando com o seu assassinato.

### Século XX

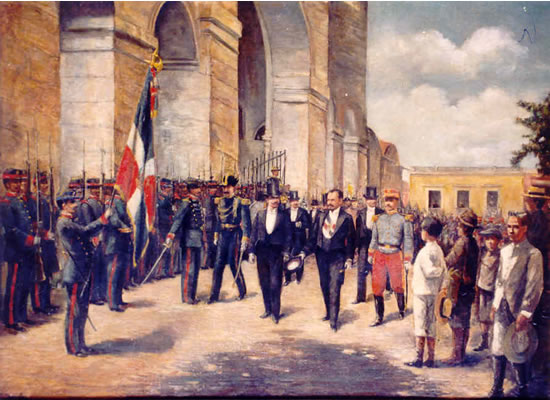
O presidente Alejandro Woss y Gil assume o poder em 1903

#### Ocupação pelos Estados Unidos da América
No princípio do século XX, a instabilidade política e econômica, e o atraso nos pagamentos dos empréstimos realizados durante o século XIX fizeram com que ocorresse a denominada "Primeira Invasão Norte-Americana", que se estendeu desde 1916 até 1924. A lei marcial foi declarada, e as finanças e a administração estavam inteiramente sob o controlo dos EUA.
Um movimento de guerrilha foi organizado contra o ocupante mas não conseguiu unificar o seu comando. Os diferentes grupos permaneceram descoordenados, o que os impediu de levar a cabo acções em grande escala. No entanto, beneficiaram do apoio passivo da população, que se recusou essencialmente a colaborar com o ocupante e a dar-lhe informações. O aumento do número de maquisards e a extensão das suas actividades levaram os Estados Unidos a enviar reforços. A repressão e as campanhas de varredura tiveram o efeito de aumentar a raiva da população. As atrocidades perpetradas pelos Marines nestas operações suscitaram uma emoção imensa que levou a um sentimento generalizado de "hostilidade e amargura entre os habitantes", o diplomata americano Summer Welles teve de admitir. O Presidente dos EUA Warren G. Harding, que estava encarregado das operações, não era o único a preocupar-se.

#### O regime de Rafael Trujillo

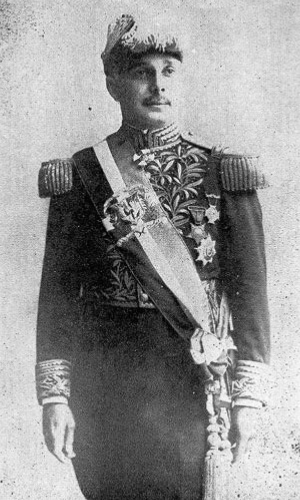
Rafael Trujillo foi ditador da República Dominicana de 1931 a 1961.

Após a retirada dos Estados Unidos em 1924, o país viveu um período de seis anos de calma e relativa prosperidade sob Horacio Vásquez. Seguiu-se a ditadura de Rafael Leónidas Trujillo, um membro da Guarda Nacional fundada pelos Estados Unidos para combater os nacionalistas, até 1961. Chegou ao poder a 23 de fevereiro de 1930 num golpe de Estado e governou até à sua morte. Ele mudou o nome da capital do país (São Domingos) para Ciudad Trujillo e apropriou-se da maior parte da terra arável para si e para a sua família. O seu regime foi marcado pela repressão, pelo uso da tortura e pelo assassinato político. Em 1937, ordenou o massacre de mais de 30 000 imigrantes haitianos. Em 1959, após a eliminação da manifestação de esquerda do "Movimiento Revolucionario 14 de Junio" (Movimento Revolucionário 14 de Junho), e com o assassinato das Irmãs Mirabal, o regime começou a decair rapidamente até que Trujillo foi assassinado em 1961.

#### Instabilidade e segunda ocupação dos EUA
As primeiras eleições livres em quase cinquenta anos levaram Juan Bosch, líder do Partido Revolucionário Dominicano (PRD), um dos mais activos opositores da ditadura de Trujillo, ao poder. Assim que tomou posse, lançou profundas reformas do país. Em 29 de Abril de 1963, proclamou uma nova constituição que garantiu ao povo liberdades sem precedentes no país, particularmente em termos de direito do trabalho, como o reconhecimento dos sindicatos, mas também a igualdade entre homens e mulheres e a protecção dos agricultores. Além disso, estabeleceu o princípio da reforma agrária, legalizou o divórcio, proclamou a igualdade dos filhos naturais e legítimos, começou a controlar as finanças e a corrupção e cancelou contratos com empresas norte-americanas a fim de favorecer os interesses da República Dominicana. Estas reformas irritaram profundamente os sectores mais conservadores da sociedade dominicana: os latifundistas, que viram as suas prerrogativas sobre os camponeses serem desafiadas; a Igreja Católica, que se opôs à secularização da sociedade encorajada pelo Presidente Bosch; e os industriais, que se opuseram aos novos direitos dos trabalhadores. Além disso, os Estados Unidos temiam que Juan Bosch também se declarasse comunista, como Fidel Castro.
A Bosch foi, por sua vez, derrubada por um golpe militar. Após trinta anos de ditadura, a democracia durou apenas sete meses. Um novo governo civil foi estabelecido, mas foi rigorosamente controlado pelos militares, muitos dos quais tinham ligações com a indústria açucareira. Contra o que por vezes é descrito como "Trujillismo sem Trujillo" (tendo as estruturas repressivas da ditadura sido restabelecidas), dois partidos de inspiração marxista mas muito minoritária, o Movimento de 14 de Junho e o Movimento Popular Dominicano, envolveram-se em acções de guerrilha. Perante a crise económica e a corrupção dos líderes políticos e militares, o ressentimento popular continuou a crescer e a agitação surgiu.
A 24 de Abril de 1965, dois quartéis levantaram-se e exigiram o regresso do presidente deposto Juan Bosch. A revolta foi composta por jovens oficiais subalternos e alguns oficiais exasperados pela corrupção escandalosa dos seus superiores, e que entraram em contacto com civis. O Partido Revolucionário Dominicano, por sua vez, apelou à população para se erguer. No dia seguinte, em reacção a manifestações maciças na capital, o Presidente Reid Cabral demitiu-se. Imediatamente, jactos de caça descolaram da sua base em San Isidro e estreitaram o centro da cidade, uma nova junta liderada pelo chefe da força aérea Pedro Benoit foi estabelecida, e violentos combates eclodiram entre os insurgentes e as forças do regime militar. A 28 de Abril, a pedido da junta, os Estados Unidos invadiram novamente a República Dominicana. Pelo menos 5 500 pessoas foram mortas, na sua maioria civis. Milhares de rebeldes e manifestantes foram detidos no estádio de basebol, no hipódromo e na sede da polícia.' Em 1966, Joaquín Balaguer subiu ao poder e se manteve nele durante um período de 12 anos, em um governo semiditatorial no qual fez uso de fraudes eleitorais e repressões contra seus opositores políticos.

#### O regime de Joaquín Balaguer
Durante as eleições de 1978, foi eleito Antonio Guzmán Fernández, do opositor Partido Revolucionário Dominicano (PRD). Foi o primeiro governo eleito pelo voto popular desde 1924. Seu mandato se caracterizou por ser um dos mais liberais da história do país. O período terminou quando Guzmán se suicidou em 1982, sendo sucedido pelo vice-presidente, Jacobo Majluta, que governou por 43 dias.
Em 1982, ganhou, as eleições, Salvador Jorge Branco, do então partido governante, o Partido Revolucionário Dominicano. Em 1986, retomou, o poder, Joaquín Balaguer, já aos aos 80 anos.
Em 1990,acontecem novas eleições presidenciais, que foram marcadas por acusações de fraudes, por todos os lados envolvidos, principalmente por parte de Juan Bosch, do Partido da Libertação Dominicana. Em 1994, Joaquín Balaguer ganha novamente as eleições, mas, sob alegações de fraude e também alegações de que membros dos partidos de oposição foram impedidos de votar. Balaguer é forçado a governar por apenas 2 anos e convoca novas eleições em 1996.

## Geografia

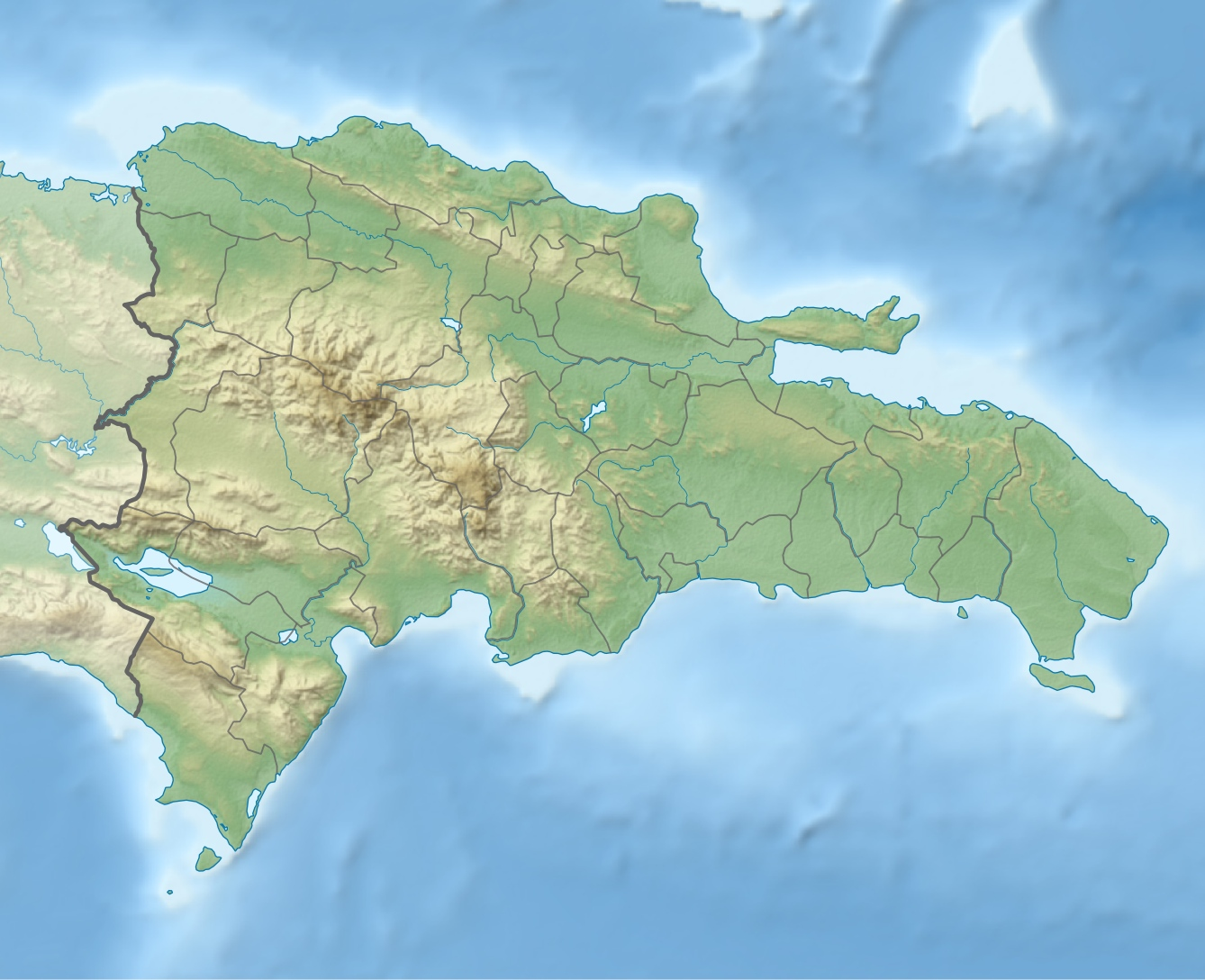
Mapa topográfico da parte oriental da ilha de São Domingos, ocupada pela República Dominicana

A República Dominicana compreende os dois terços orientais de Hispaniola, a segunda maior ilha das Grandes Antilhas, com o oceano Atlântico ao norte e o mar do Caribe ao sul. O país compartilha a ilha com o Haiti, com que faz fronteira, num total de 376 km de divisa entre as duas nações. Ao norte e noroeste estão as Bahamas e as Ilhas Turcas e Caicos, e a oeste, através da Canal de Mona, está Porto Rico. A área do país é de 48 442 km², tornando-o o segundo maior país nas Antilhas, depois de Cuba. A capital da República Dominicana é São Domingos, que também é sua cidade mais populosa, situada na costa sul.
A região central República Dominicana é montanhosa e coberta por florestas, e uma planície estende-se na região leste.
Possui três cadeias montanhosas principais:
- Montanhas Centrais, que começam no Haiti e percorrem a parte central da ilha, terminando no sul; é nesta cordilheira que se situa o pico mais alto das Antilhas, o Pico Duarte, a 3 175 m acima do nível das águas do mar;
- Montanhas Setentrionais, que correm paralelas às Montanhas Centrais e que separam o vale de Cibao das planícies costeiras atlânticas; o ponto mais elevado nesta cordilheira é o Pico Diego de Ocampo;
- Montanhas Orientais, que são a mais baixa e mais curta das três cadeias montanhosas, situadas na parte leste do país.

Existem também a serra Bahoruco e a serra Neyba, no sudoeste da ilha. A República Dominicana é um país de muitos rios, entre os quais estão os rios navegáveis Soco, Higuamo, Romana, Yaque del Norte, Yaque del Sur, Yuna, Yuma e Bajabonico. Na região sudoeste, onde se localiza o lago Enriquillo, a 30 m abaixo do nível do mar. Nele se encontra a Ilha dos Cabritos, onde encontra-se uma das maiores reservas mundiais de crocodilo-americano.

### Clima

República Dominicana de acordo com a classificação climática de Köppen

A República Dominicana tem um clima equatorial nas áreas costeiras e baixas. Devido à sua topografia diversificada, o clima local apresenta variações consideráveis em curtas distâncias e é o mais variado de todas as Antilhas.
A temperatura média anual é de 25 °C. Nas partes mais elevadas, a temperatura média é 18 °C, enquanto no nível do mar está próxima de 28 °C. Temperaturas baixas de 0 °C são possíveis nas montanhas, enquanto altas temperaturas de 40 °C são possíveis em vales protegidos. Janeiro e fevereiro são os meses mais amenos do ano, enquanto julho e agosto é o mês mais quente. A queda de neve pode ser vista em raras ocasiões no cume do Pico Duarte.
A estação úmida ao longo da costa norte dura de novembro a janeiro. Em outros lugares, a estação úmida se estende de maio a novembro, com maio sendo o mês mais úmido. A precipitação anual média é de 1 500 mm. Em todo o país, com locais individuais no Valle de Neiba vendo médias médias de apenas 350 mm, enquanto a Cordilheira Oriental recebe 2 740 mm. A parte mais seca do país fica no oeste.
Os ciclones tropicais atingem a República Dominicana a cada dois anos, com 65% dos impactos ao longo da costa sul. Os furacões são provavelmente entre agosto e outubro. O último grande furacão que atingiu o país foi o furacão Georges em 1998.

## Demografia

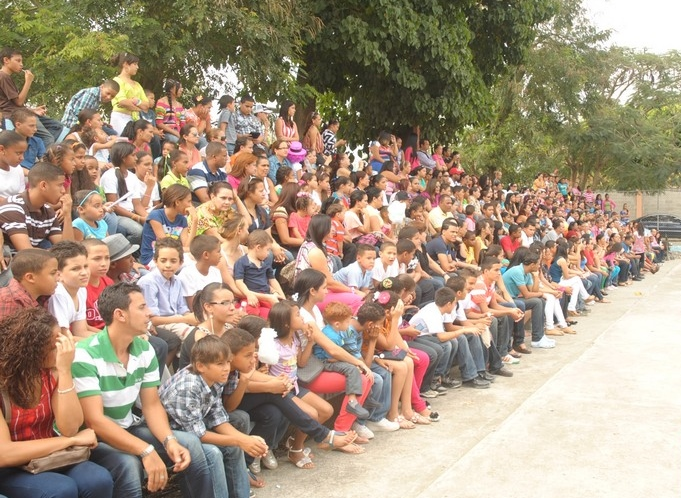
Dominicanos na cidade de Moca, Espaillat

Aproximadamente metade dos dominicanos vive em áreas rurais, e muitos deles são donos de pequenas propriedades. Sua língua é um dialeto espanhol descrito como mocha'o. Existe a tendência para a simplificação de certos grupos de consoantes. Os povos pré-colombianos da República Dominicana são índios taínos. Existe uma minoria de pessoas de origem haitiana. Segundo o censo de julho de 2000, a taxa de fertilidade era de três filhos por mulher e a taxa de mortalidade infantil era de 35,93 mortes para cada 1 000 nascimentos vivos.
A composição étnica da população é formada por: mestiços (70%); negros (15%), brancos (15%). Com relação a ancestralidade genética, estudos do genoma e DNA mostram os dominicanos constituídos por 52% europeu, 40% africano e 8% taínos. Os haitianos são o maior grupo minoritário do país, perfazendo aproximadamente 6% da população, de acordo com o Human Rights Watch. Muitos deles são imigrantes ilegais, outros são nascidos na República Dominicana e, alguns, são imigrantes legais. Milhares de japoneses imigraram para a República Dominicana durante a década de 1950, no pós-guerra, atraídos por uma propaganda oficial que lhes oferecia terras grátis para trabalhar.

### Religiões

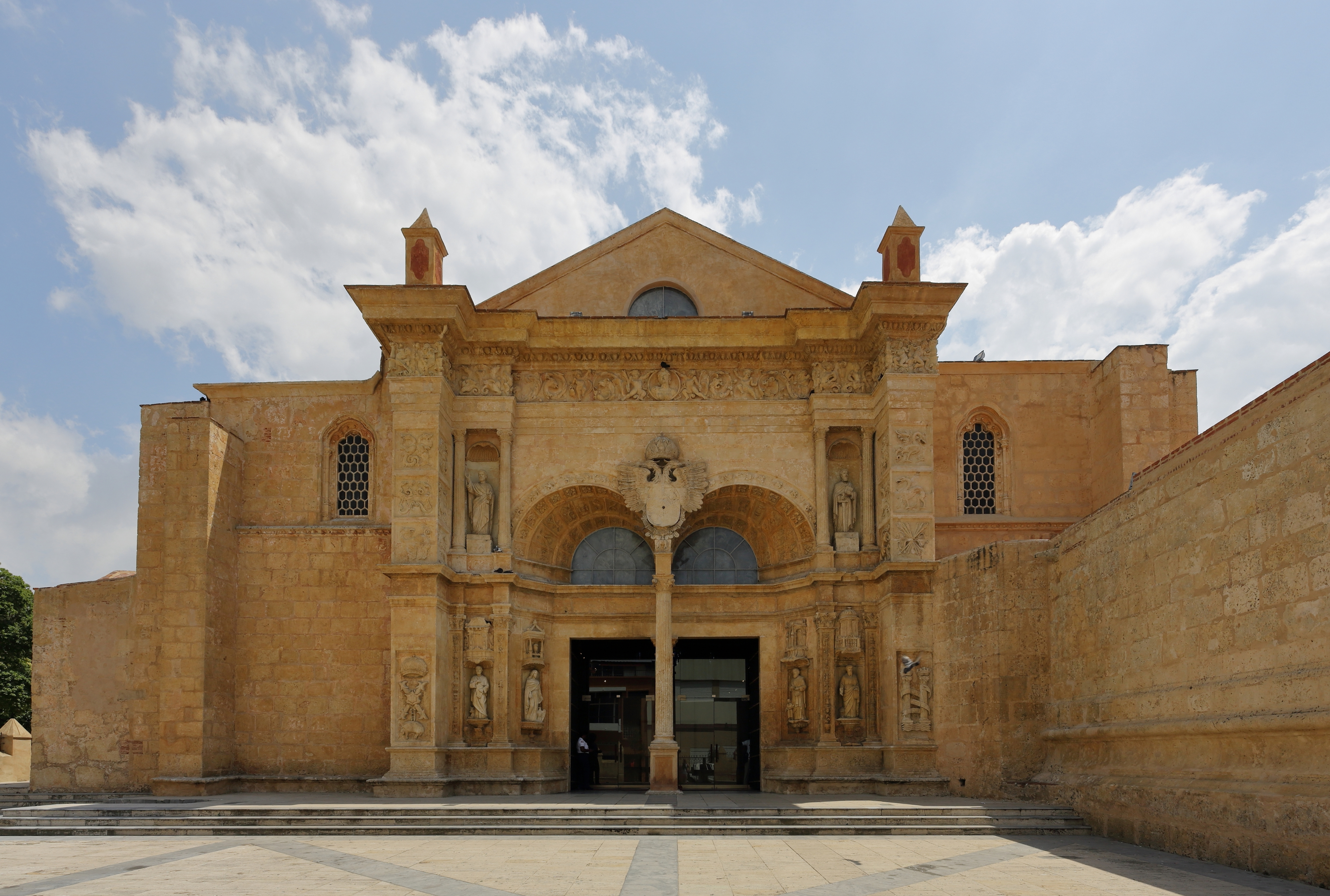
Catedral de São Domingos, a primeira catedral da América

A República Dominicana permite a liberdade religiosa, através de sua constituição, garantindo também a tolerância à todas as religiões. Apesar disto, a Igreja Católica Romana é tida como a religião do Estado, sendo professada por 68,9% da população. Os católicos romanos são seguidos pelos protestantes (18,2%), pessoas sem religião (10,6%) e outras religiões (2,3%), esta última incluindo muçulmanos, judeus e religiões afro-caribenhas (Palo, Vodum, Santeria, etc.), entre outras. Recentemente no país começaram a operar outras denominações religiosas, como os espíritas: (2,2%), A Igreja de Jesus Cristo dos Santos dos Últimos Dias (1,1%), budistas (0,1%), Bahá'ís (0,1%) e religiões tradicionais chinesas (0,1%). A nação tem duas santas padroeiras: Nossa Senhora de Altagracia e Nossa Senhora das Mercês.
A Igreja Católica começou a perder popularidade no final do século XIX. Isso ocorreu devido à falta de financiamento, dos sacerdotes, e dos programas de apoio. Durante o mesmo tempo, o movimento evangélico protestante começou a ganhar apoio. Tensões religiosas no país são raras.

### Línguas
A população da República Dominicana é falante principalmente da língua espanhola. A variante local do espanhol é denominada espanhol dominicano, que se assemelha a outros vernáculos espanhóis no Caribe e no espanhol das Canárias. Além disso, possui influências de idiomas africanos e emprestou palavras de idiomas indígenas do Caribe, em particular da ilha de Hispaniola. As escolas são baseadas em um modelo educacional espanhol, com o inglês e francês sendo línguas estrangeiras obrigatórias nas escolas públicas e privadas, embora a qualidade do ensino de línguas estrangeiras seja ruim. Alguns institutos particulares de ensino oferecem ensino em outras línguas, principalmente italiano, japonês e mandarim.
O crioulo haitiano é a maior língua minoritária na República Dominicana e é falado por imigrantes haitianos e seus descendentes. Há uma comunidade de alguns milhares de pessoas cujos ancestrais falavam inglês samaná na península de Samaná. Eles são descendentes de afro-americanos anteriormente escravizados que chegaram no século XIX, mas apenas alguns idosos falam a língua hoje. O turismo, a cultura pop americana, a influência dos americanos dominicanos e os laços econômicos do país com os Estados Unidos motivam outros dominicanos a aprender inglês. A República Dominicana ocupa a 2ª posição na América Latina e a 23ª no mundo em proficiência em inglês.

## Governo e política

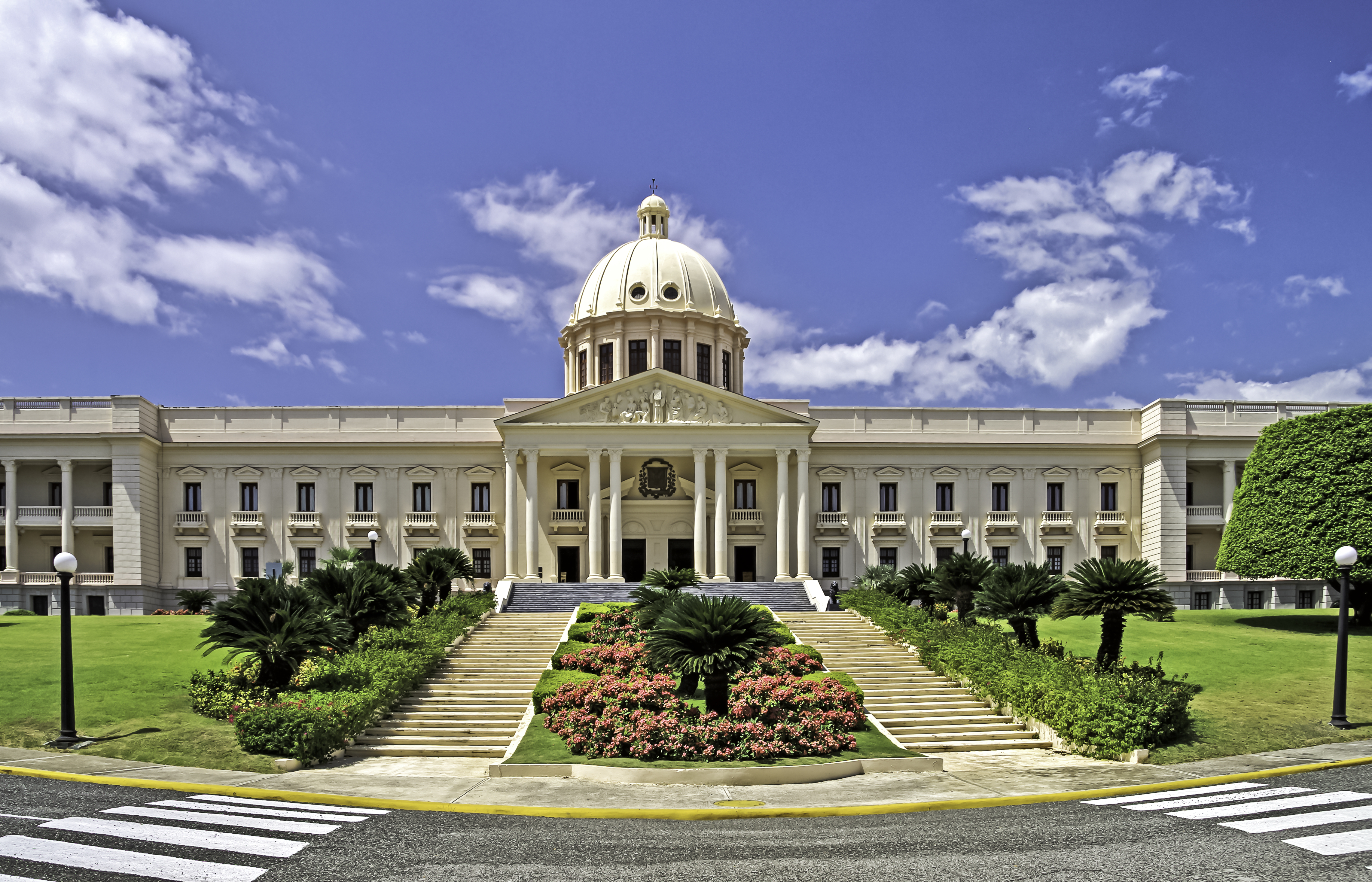
Palácio Nacional de São Domingos

A República Dominicana é uma democracia representativa, cujos poderes são divididos em executivo, legislativo e judiciário.
O presidente nomeia o Gabinete, executa as leis provenientes do poder legislativo e é o comandante-em-chefe das Forças Armadas. O presidente e o vice-presidente postulam juntos a candidatura e são eleitos por um período de 4 anos, por sufrágio direto.
O Congresso Nacional da República Dominicana (poder legislativo) é formado por duas câmaras, o Senado, composto por 32 senadores, e a Câmara dos Deputados, composta por 178 deputados.
O presidente é eleito por um período de 4 anos, em anos divisíveis por quatro. As eleições congressuais e municipais são a cada 4 anos e efetuadas em anos pares não divisíveis por quatro.

### Relações internacionais
A República Dominicana tem um relacionamento estreito com os Estados Unidos e laços culturais estreitos com Porto Rico e outros estados e jurisdições dos Estados Unidos.
O relacionamento da República Dominicana com o Haiti, país vizinho, é tenso devido à migração em massa de cidadãos haitianos para a República Dominicana, com os cidadãos da República Dominicana culpando os haitianos pelo aumento da criminalidade e outros problemas sociais. A República Dominicana é membro regular da Organização Internacional da Francofonia.
A República Dominicana tem um Acordo de Livre Comércio com os Estados Unidos, Costa Rica, El Salvador, Guatemala, Honduras e Nicarágua por meio do Tratado de Livre-Comércio entre Estados Unidos, América Central e República Dominicana. Além deste, o país detém estreitas relações internacionais com membros da União Europeia, com a qual mantém um Acordo de Parceria Econômica. Com a Comunidade do Caribe, a República Dominicana estabeleceu relações diplomáticas e econômicas, sobretudo por meio do Fórum do Caribe (CARIFORUM).

## Subdivisões
A República Dominicana divide com o Haiti a ilha Hispaniola, no Caribe. Está dividida em 31 províncias e um Distrito Nacional. Cada província está subdividida em dois ou mais municípios. Os municípios são compostos, por sua vez, por cidades, vilas e povoados e seções.
O país se divide em três regiões maiores: Norte ou Cibao, sudoeste e sudeste. Estas, se subdividem, com aproximadamente quatro províncias cada região.

## Economia

Principais produtos de exportação dominicanos em 2019

A República Dominicana é a maior economia (de acordo com o Departamento de Estado dos Estados Unidos e o Banco Mundial) da região do Caribe e da América Central. É um país em desenvolvimento de renda média alta, com um PIB per capita em 2015 de 14 770 de dólares, em termos de paridade do poder de compra. Nas últimas duas décadas, a República Dominicana tem se destacado como uma das economias de mais rápido crescimento na América — com uma taxa média de crescimento do PIB real de 5,4% entre 1992 e 2014. O crescimento do PIB em 2014 e 2015 atingiu 7,3 e 7,0%, respectivamente, o mais alto no Hemisfério Ocidental. No primeiro semestre de 2016, a economia dominicana cresceu 7,4%.
Na agricultura, o país foi, em 2019, um dos 5 maiores produtores mundiais de mamão e abacate, e um dos 10 maiores produtores de cacau, além de ter uma grande produção de cana-de-açúcar, banana, arroz, óleo de palma, abacaxi e coco, entre outros. O país também planta, para exportação, manga, tabaco e outros produtos. As maiores exportações de produtos agropecuários processados do país em termos de valor, em 2019, foram: charutos, banana, cacau, bebidas alcoólicas (rum), tabaco, açúcar, abacate, manga, entre outros. Na mineração, em 2019, o país era o 9º maior produtor mundial de níquel, além de ter uma produção considerável de ouro e ter uma extração razoável de prata. Em 2018, a República Dominicana tinha a 65ª indústria mais valiosa do mundo (US$ 12,2 bilhões), de acordo com o Banco Mundial. Em 2018 o país produziu 515 milhões de litros de cerveja. O turismo é uma das fontes de renda mais importantes: em 2018, a República Dominicana foi o 49º país mais visitado do mundo, com 6,5 milhões de turistas internacionais. As receitas do turismo, neste ano, foram de US$ 7,5 bilhões.
Durante as últimas três décadas, a economia dominicana, anteriormente dependente da exportação de commodities agrícolas (principalmente açúcar, cacau e café), passou para uma diversificada combinação de serviços, manufatura, agricultura, mineração e comércio. O setor de serviços representa quase 60% do PIB; fabricação, por 22%; o turismo, as telecomunicações e as finanças são os principais componentes do setor de serviços; no entanto, nenhum deles representa mais de 10% do total. A República Dominicana possui a Bolsa de Valores da República Dominicana (BVRD) e um sistema avançado de telecomunicações e de infraestrutura de transporte. No entanto, a corrupção do governo e o serviço elétrico inconsistente continuam sendo grandes problemas. O país também tem "uma marcante desigualdade de renda". A migração internacional afeta muito a República Dominicana, pois recebe e envia grandes fluxos de migrantes. A imigração ilegal de haitianos e a integração de dominicanos de ascendência haitiana são questões importantes. Existe uma grande diáspora dominicana, principalmente nos Estados Unidos, que contribui para o desenvolvimento, enviando bilhões para famílias dominicanas através de remessas internacionais.
A República Dominicana tem um problema notável de trabalho infantil em suas indústrias de café, arroz, cana-de-açúcar e tomate. As injustiças trabalhistas na indústria da cana-de-açúcar se estendem ao trabalho forçado de acordo com o Departamento de Trabalho dos Estados Unidos. Três grandes grupos detêm 75% da terra: o Conselho Estatal do Azúcar (CEA), o Grupo Vicini e a Central Romana Corporation.

## Infraestrutura

### Educação

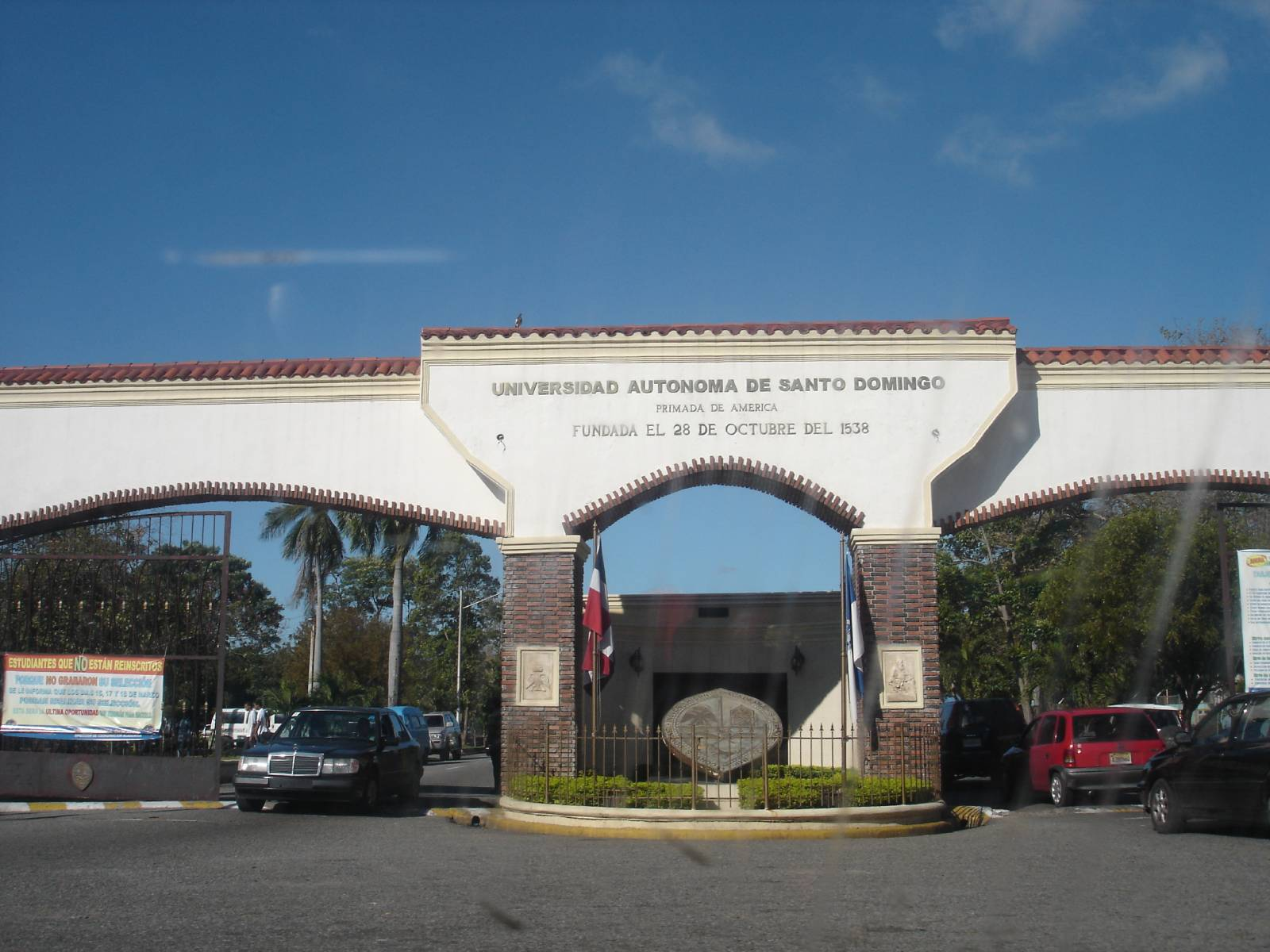
Universidade Autônoma de São Domingos

A educação primária é regulada pelo Ministério da Educação, sendo a educação um direito de todos os cidadãos da República Dominicana.
A educação pré-escolar é organizada em diferentes ciclos e serve a faixa etária de 2–4 anos e a faixa etária de 4–6 anos. A educação pré-escolar não é obrigatória, exceto no último ano. A educação básica é obrigatória e atende a população da faixa etária de 6 a 14 anos. O ensino secundário não é obrigatório, embora seja dever do Estado oferecê-lo gratuitamente. Atende a faixa etária de 14 a 18 anos e é organizado em um núcleo comum de quatro anos e três modos de dois anos de estudo que são oferecidos em três opções diferentes: geral ou acadêmico, profissional (industrial, agrícola e de serviços) e artístico.
O sistema de ensino superior é formado por institutos e universidades. Os institutos oferecem cursos de nível técnico superior. As universidades oferecem carreiras técnicas, graduação e pós-graduação; estes são regulados pelo Ministério do Ensino Superior, Ciência e Tecnologia.

### Saúde

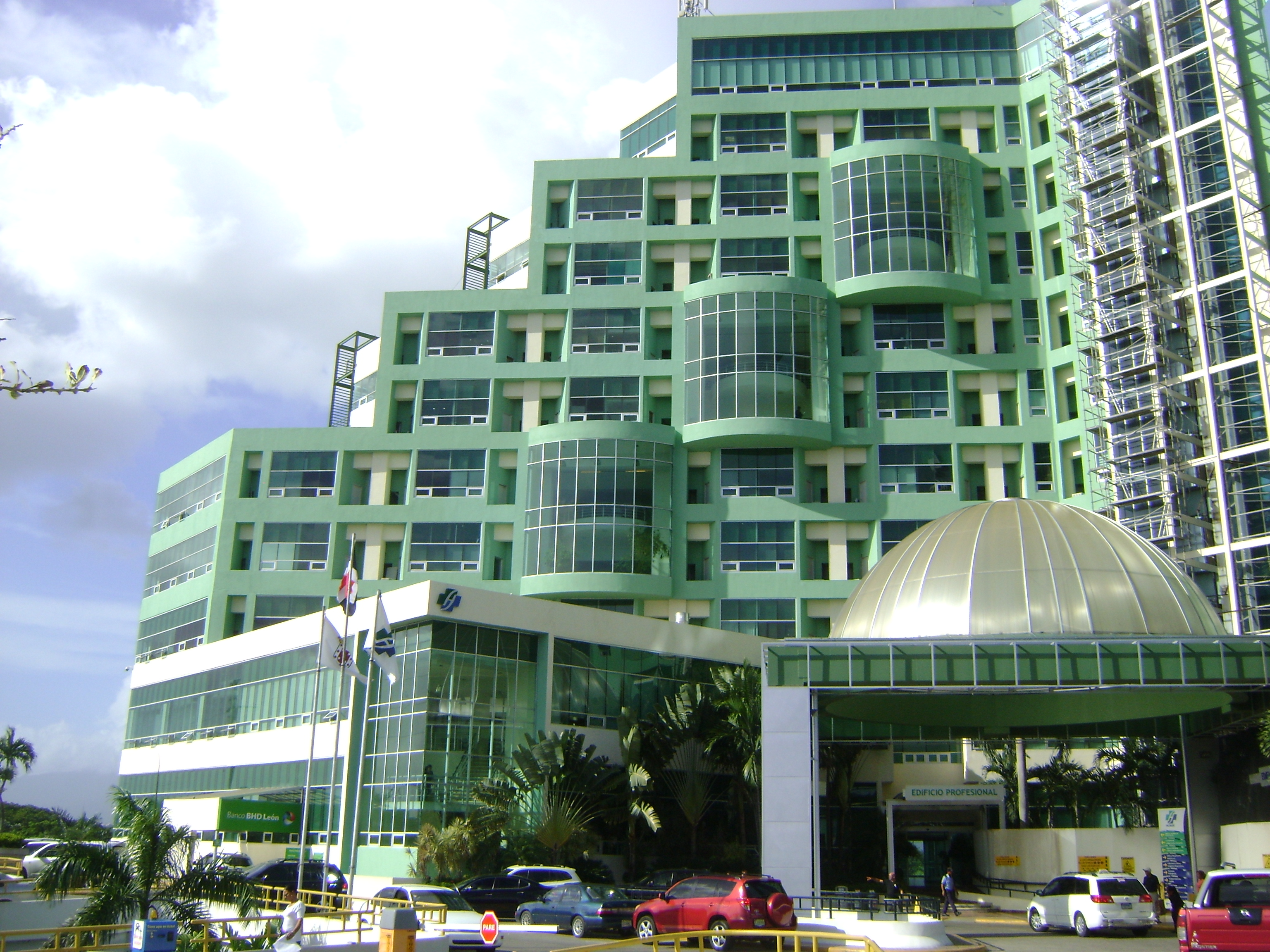
Hospital Metropolitano de Santiago de los Caballeros

Em 2007, a República Dominicana teve uma taxa de natalidade de 22,91 por 1 000 e uma taxa de mortalidade de 5,32 por 1 000. A juventude na República Dominicana é a faixa etária mais saudável.
A prevalência de HIV/AIDS na República Dominicana em 2011 situou-se em aproximadamente 0,7%, o que é relativamente baixo nos padrões caribenhos, com cerca de 62 mil dominicanos positivos para HIV/AIDS. Em contraste, o vizinho Haiti tem uma taxa de HIV/AIDS que corresponde ao dobro da República Dominicana. Uma missão baseada nos Estados Unidos vem ajudando a combater a AIDS no país. A dengue tornou-se endêmica da república e há casos de malária e vírus Zika.
A prática do aborto é ilegal em todos os casos na República Dominicana, uma proibição que inclui concepções após estupro, incesto e situações em que a saúde da mãe está em perigo, mesmo que seja fatal. Essa proibição foi reiterada pelo governo dominicano em uma disposição de reforma constitucional de setembro de 2009.

## Cultura

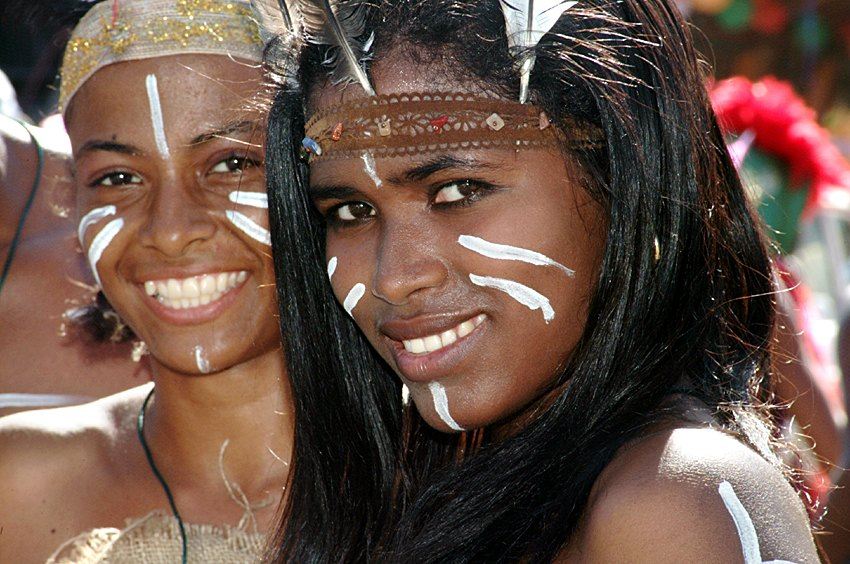
Carnaval na República Dominicana

A ilha de Hispaniola, que inclui atualmente a República Dominicana, foi a primeira do Novo Mundo a ser colonizada pelos espanhóis. A cultura da República Dominicana tem, contudo, além das raízes europeias, as africanas e americanas, mas muitos dominicanos se consideram culturalmente europeus.
Existem diferenças em termos de classe social e educação, que os separam em grupos diversos, e a desigualdades entre os ricos e os pobres é grande. Porém, alguns dos traços partilhados por todos os grupos sociais são a forma particular de estabelecer relações sociais, o catolicismo com fortes tradições populares e a música popular.
O estilo musical do país é o merengue, ainda que semelhante ao som cubano e haitiano. A bachata é também uma invenção dominicana e que se tornou popular além das fronteiras.

### Esportes

Estádio Quisqueya em São Domingos

O beisebol é de longe o esporte mais popular da República Dominicana. O país possui uma liga de beisebol de seis equipes. Sua temporada geralmente começa em outubro e termina em janeiro. Depois dos Estados Unidos, a República Dominicana tem o segundo maior número de jogadores na Major League Baseball (MLB). Ozzie Virgil Sr. se tornou o primeiro jogador nascido na República Dominicana na MLB em 23 de setembro de 1956. Juan Marichal, Pedro Martínez e Vladimir Guerrero são os únicos jogadores nascidos na República Dominicana no Hall da Fama do Beisebol. Em 2013, a equipe dominicana ficou invicta no caminho para ganhar o World Baseball Classic.
O basquetebol também goza de um nível relativamente alto de popularidade. Tito Horford, seu filho Al, Felipe Lopez e Francisco Garcia estão entre os jogadores dominicanos nascidos atualmente ou anteriormente na National Basketball Association (NBA).
No boxe, o país produziu vários lutadores de classe mundial e vários campeões mundiais, como Carlos Cruz, seu irmão Leo, Juan Guzman e Joan Guzman.

### Feriados
| Data            | Nome em português                           | Nome local                                     | Observações      |
| --------------- | ------------------------------------------- | ---------------------------------------------- | ---------------- |
| 1 de janeiro    | Ano Novo                                    | Año Nuevo                                      |                  |
| 6 de janeiro    | Epifania                                    | Epifanía de Jesucristo. Santos Reyes Magos     | feriado católico |
| 21 de janeiro   | Dia de Nossa Senhora de Altagracia          | Día de La Señora de la Altagracia              | feriado católico |
| 26 de janeiro   | Dia do Pai da Pátria (Juan Pablo Duarte)    | Día del Padre de la Patria (Juan Pablo Duarte) |                  |
| 27 de fevereiro | Dia da Independência                        | Día de la Independencia Nacional               | feriado nacional |
| 1 de maio       | Dia do Trabalho                             |                                                |                  |
| 16 de agosto    | Dia da Restauração                          | Día de la Restauración                         | feriado nacional |
| 24 de setembro  | Dia da Padroeira (Nossa Senhora das Mercês) | Día de La Señora de la Mercedes                | feriado católico |
| 6 de novembro   | Dia da Constituição                         | Día de la Constitución                         | feriado nacional |
| 25 de dezembro  | Natal                                       | Día de Navidad                                 | feriado católico |